# Helmut Schürer
Helmut Schürer (* 13. Mai 1920 in Pöhlau; † 30. Mai 2005 ebenda) war ein volkskünstlerischer deutscher Maler. 

## Leben und Werk
Schürer absolvierte eine Schriftsetzerlehre. Er wurde dann zur Wehrmacht einberufen und nahm am Zweiten Weltkrieg teil.
Nach seiner Rückkehr aus der Kriegsgefangenschaft wurde er 1950 Betriebsmaler im Steinkohlenwerk Martin Hoop III. 1953 gründete er den Mal- und Zeichenzirkel des Werks, den er bis ins hohe Alter leitete, und 1964 den Kinder-Mal- und Zeichenzirkel der Grundschulen Pöhlau und Auerbach, den er auch leitete. 1968 organisierte er das Förderstudio Zwickau mit. 1972 wurde er in das Vorbereitungskomitee der VII. Kunstausstellung der DDR berufen. Schürer fasste sein Anliegen in die Worte: „Für kommende Generationen ist es […] wichtig, dass außer den technisch-ökonomischen Dokumentationen auch der künstlerische Eindruck von der 650-jährigen Steinkohlenepoche in Zwickau den Bürgern hinterlassen wird.“
Schürer schuf Aquarelle, Ölbilder, Federzeichnungen und Holzschnitte, die den Arbeitsalltag der Zwickauer Bergleute, den Alltag der Bevölkerung und seine Heimat zum Gegenstand hatten.
Schürer stellte mit dem Mal- und Zeichenzirkel international aus, unter anderem in Schweden, Finnland und Ungarn. Er gestaltete mehrere Ausstellungen mit, beispielsweise 1990 die Sonderausstellung „Glückauf Zwickau“ im Zwickauer Haus der Geschichte. 2004 wurde er mit einer Einzelausstellung seines Lebenswerkes in Zwickau geehrt.
Auch nach seinem Tode wurden Schürers Werke weiter ausgestellt, so 2010 im Rahmen der Ausstellung „Kunst und Kohle“ in den Städtischen Kunstsammlungen Zwickau.
Schürer illustrierte unter anderem die „Schachtziegen“-Bücher von Günter Behnert.

## Ehrungen
- 1957: Staatspreis des Ministerrates der DDR für bildnerisches Volksschaffen II. Klasse[5] ausgezeichnet.[9]
- FDGB-Kunstpreis
- 1970: Goldmedaille der 12. Arbeiterfestspiele.[2]

## Darstellung Schürers in der bildenden Kunst
- Karl-Heinz Jacob: Bildnis Helmut Schürer (1964, Öl, 130 × 90 cm)[10]